# ヴァンセンヌ
ヴァンセンヌ （Vincennes）は、フランス、ヴァル＝ド＝マルヌ県のコミューン。南部に接するヴァンセンヌの森は、パリに属している。パリの東にある。ルヴァロワ＝ペレについで、人口密度は国内第2位の高さである。ヴァンセンヌ城がある。

## 歴史
ヴァンセンヌの歴史は12世紀に始まる。ルイ7世がヴァンセンヌの森で大きな狩猟の催しを行い、休憩をとるための城を築くことを決めた。ルイ7世の後継者フィリップ2世は、城を拡張し壁で森を囲んで狩猟を行った。しかしヴァンセンヌが真に都市となったのは、聖王ルイ9世の時代である。彼はヴァンセンヌの荘園で過ごすことを好み、森の中の有名なカシの木の下で重要な裁断を下したが、1248年と1269年の2度行なった十字軍である。フィリップ6世は荘園を要塞化し、1337年には城中央に巨大なダンジョンを築いた。シャルル5世は1373年にダンジョンを完成させた。
イングランド王ヘンリー5世が摂政とされたトロワ条約後、1420年から城をイングランド軍が接収した。1436年、パリとヴァンセンヌからイングランド軍が撤収した。16世紀半ばになると、フランソワ1世がサント＝シャペル礼拝堂 (Sainte-Chapelle de Vincennes) を復興させ、1552年に息子アンリ2世の代で完成させた。ジュール・マザランは、1661年に亡くなるまで10年以上、ヴァンセンヌとその城の造成に関するいくつもの計画を構想したが、マザランの死後、太陽王ルイ14世は宮廷をヴェルサイユへ移した。
17世紀終わりのヴァンセンヌは、王の出発によって逆説的な事態となった。農民がヴァンセンヌに定住したのである。1740年、ルイ15世の寵姫であったポンパドゥール夫人が後援して、ヴァンセンヌ焼の工房がつくられた。工房は1754年にセーヴルへ移った。
1929年、ヴァンセンヌの森をパリへ割譲したため、ヴァンセンヌの面積は以前の半分となった。

## 姉妹都市
- de:Castrop-Rauxel、ドイツ
- ランベス区、イギリス
- モンティニー＝ル＝ティユール、ベルギー
- トマール、ポルトガル
- Vicennes、アメリカ合衆国

## 関係者
出身者
- ルイ1世・ダンジュー：王侯貴族
- アンヌ・ジュヌヴィエーヴ・ド・ブルボン＝コンデ：王侯貴族（コンデ公）
- ウィリアム・リュプチャンスキー：撮影監督
- ピエール・メスメル：政治家
- ギュスターヴ・エミール・ボアソナード：法学者

居住その他ゆかりある人物
- ヘンリー5世 (イングランド王)：百年戦争期にヴァンセンヌ城で死去